# Лазаревская церковь (Суздаль)
Церковь Лазаря Праведного Воскрешения (Лазаревская церковь) — православный храм в центральной части города Суздаля Владимирской области, расположенный между Торговой площадью и Ризоположенским монастырём. Относится к Владимирской епархии Русской православной церкви.
Является самым ранним храмом городского посада и первой пятиглавой церковью Суздаля. Датируется 1667 годом. Имеет парную зимнюю Антипиевскую церковь (1745).

## История
Наиболее раннее упоминание о церкви встречается в жалованной грамоте великого князя Ивана III суздальскому Спасо-Евфимиеву монастырю 1495 года, где говорится об отдаче обители пожней — «около Ветельского пруда Успенья Святыя Богородицы… да Лазаря Святого, что за городом, ружных церквей, шестнадцать десятин, впрок архимандриту Константину с братьею, или кто по нем иный архимандрит будет».
В начале XVII века Лазаревская церковь, как видим, являлась шатровой («древяна вверх»). Но в древнейшие времена, возможно, она имела более простую — клетскую — конструкцию.
В 1996 году вместе с Антипьевской церковью была передана в пользование неканонической «Российской православной свободной церкви», впоследствии переименованной в «Российскую православную автономную церковь». Представители данной юрисдикции провели в храме реставрацию, которая, как указывается в журнале «Православные храмы», «отличалась топорностью», а сделанные росписи названы не выдерживающими никакой критики. «Вообще, состояние храмов, которыми распоряжались представители РПАЦ, демонстрирует полную атрофию чувства прекрасного у последних».
В 2006 году в арбитражном суде Владимирской области начался процесс, приведший в феврале 2009 года к изъятию из пользования РПАЦ 13 суздальских храмов, в том числе комплекса Лазаревской и Антипиевской церквей. Покидая храм, представители РПАЦ увезли из него царские врата и с корнем выдрали из стен трубы отопления.
В декабре 2009 года оба храма были переданы Владимирской епархии Русской православной церкви, и вместе с Антипьевским Лазаревский храм стал приписным к Михаило-Архангельскому храму. Восстановление Лазаревского и Антипьевского храмов было поручено иерею Александру Лисину.
В журнале «Православные храмы» состояние храма по состоянию на декабрь 2013 года описывалось так: «все держится исключительно на энтузиазме. Храм открыт почти каждый день. И это очень полезно и для храма, и для суздальцев, и для туристов. Но, поскольку в нём холодно, сидящая за свечным ящиком сотрудница к вечеру решительно коченеет. Кроме того, без отопления невозможна нормальная богослужебная жизнь».

## Архитектура
Четверик основного объёма украшен наличниками, тремя разными порталами на каждом из фасадов и широким карнизом с подковообразными кокошниками и поясом из изразцов. С восточной стороны здания расположены три апсиды. Нарядные световые барабаны убраны аркатурно-колончатым поясом, четыре угловых поставлены на кокошники в виде всё тех же подков. В отличие от обычных храмов с таким устройством, угловые главы не глухие, а имеют окна, что связано с редкой двухстолпной конструкцией здания. Внутри храма два столба служат опорой для коробовых сводов, образующих световые отверстия у центрального и у четырёх угловых барабанов.